# Джекі
Джакомо Руссо (італ. Giacomo Russo), більше відомий під всевдонімом «Джекі» (італ. Geki), (*23 жовтня 1937, Мілан — †18 червня 1967, Казерта) — італійський автогонщик, чемпіон Формули-3. Брав участь у трьох гонках Формули-1. Загинув під час автоперегонів Італійської Формули-3 в Казерті у 1967 році.
Джакомо Руссо взяв псевдонім Джекі ще у часи виступів в італійській Formula Junior. У сезонах 1961, 1962 і 1963 років він вигравав цей чемпіонат, перейшов до Формули-3 у 1964-му і знову став першим. Восени 1964-го Джекі намагався взяти участь у Гран-прі Італії на Brabham BRM Роба Вокера, але не пройшов кваліфікацію.
Наступного сезону Джекі підписав контракт з Alfa Romeo Sportscar і поєднував виступи за кермом спортивної машини з перегонами у Формулі-2 і Формулі-3. Восени знову стартував на Гран-прі Італії, цього разу за кермом третьої машини Lotus. Але техніка підвела — на 38-му колі відмовила коробка передач і італієць був змушений припинити боротьбу. Третя спроба, у 1966-му, стала найуспішнішою, Lotus 33 з двохлітровим двигуном Climax, дозволив фінішувати на дев'ятому місці.
Продовжити брати участь у Гран-прі Італії завадила трагедія, що сталася влітку 1967 року. У перегонах італійської Формули-3 в Казерті сталася аварія — Брамбілла, Регаццоні, Даблер, Манфредіні і Пердомі зіткнулися в закритому повороті. Швейцарець Біт Фер залишив машину, щоб попередити інших учасників гонки, наступна група починалася якраз з Джекі, який не зміг уникнути зіткнення, збив насмерть Фера і врізався в стіну. Matra Джекі спалахнула, італієць загинув, а перша аварія позбавила життя Романо «Тигра» Пердомі.

## Повна таблиця результатів у Формулі-1
Жирним шрифтом позначені етапи, на яких гонщик стартував з поулу.
Курсивом позначені етапи, на яких гонщик мав найшвидше коло.
| Рік  | Команда                | Шасі         | Двигун    | 1   | 2   | 3   | 4   | 5   | 6   | 7     | 8        | 9   | 10  | Місце в чемпіонаті | Очки в чемпіонаті |
| ---- | ---------------------- | ------------ | --------- | --- | --- | --- | --- | --- | --- | ----- | -------- | --- | --- | ------------------ | ----------------- |
| 1964 | Rob Walker Racing Team | Brabham BT11 | BRM V8    | MON | NED | BEL | FRA | GBR | GER | AUT   | ITA НКВ  | USA | MEX | НКВ                | 0                 |
| 1965 | Team Lotus             | Lotus 25     | Climax V8 | RSA | MON | BEL | FRA | GBR | NED | GER   | ITA Схід | USA | MEX | НК                 | 0                 |
| 1966 | Team Lotus             | Lotus 33     | Climax V8 | MON | BEL | FRA | GBR | NED | GER | ITA 9 | USA      | MEX |     | НК                 | 0                 |